# Grup de Recerca Coreogràfica de l'Òpera de París

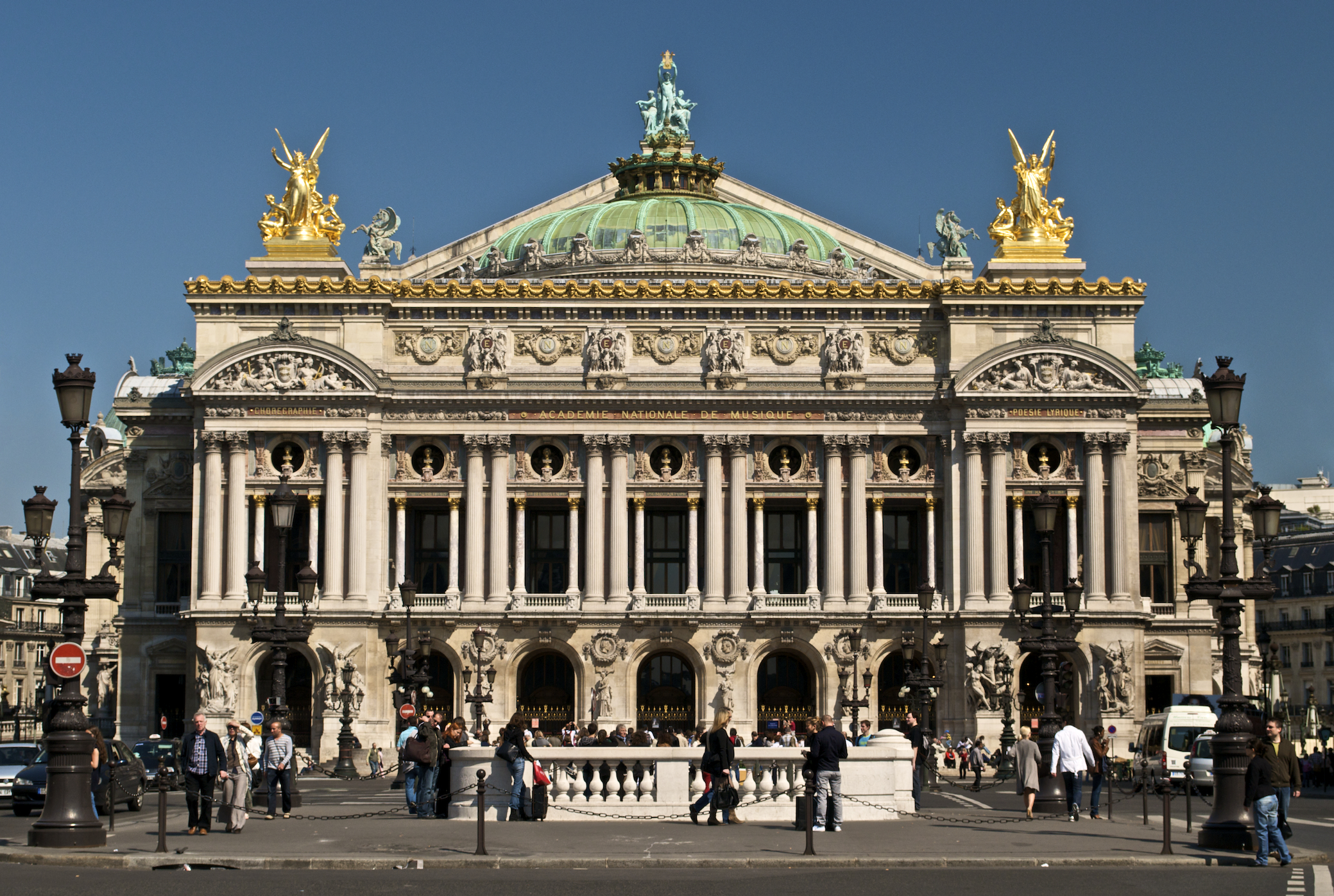
Façada de l'edifici de l'Òpera Garnier, a l'extrem de l'avinguda de l'Òpera, a París

El Grup de Recerca Coreogràfica de l'Òpera de París, GRCOP, és una agrupació de dotze ballarins del Ballet de l'Òpera Nacional de París, a l'Òpera Garnier, fundada pel ballarí Jacques Garnier en 1981 amb l'objectiu de donar a conéixer la dansa i sensibilitzar al gran públic.
Amb aquest motiu la GRCOP convida els coreògrafs internacionals consagrats, especialment de dansa contemporània, com Merce Cunningham, Susanne Linke, Paul Taylor, Karole Armitage o Lucinda Childs; i també a coreògrafs francesos, com Philippe Decouflé, Régine Chopinot, Maguy Marin, François Verret o Karine Saporta; per a crear obres originals destinades a ballarins de formació clàssica però d'aspiració contemporània. Les peces són representades tant en sales com en espais públics oberts, incloent-hi escoles i estacions de metro.